# Акация густоцветковая
Ака́ция густоцветковая, или Золотая акация (лат. Acacia pycnantha) — вид деревьев из рода Акация (Acacia) семейства Бобовые (Fabaceae).
Название произошло от греческих слов pyknos (плотный) и anthos (цветы) из-за плотных, густых соцветий.

## Распространение и экология
В природе ареал вида охватывает Новый Южный Уэльс, Южную Австралию и Викторию.
Встречается в прибрежных эвкалиптовых лесах.
Вид достаточно морозоустойчив и может расти практически на любой почве, главное условие — хороший дренаж.
Перед посадкой семена необходимо хорошо прогреть в горячей воде для смягчения твёрдой оболочки.

## Ботаническое описание
Деревья 6—10, до 12 м высотой; ветви свисающие. Цвет коры от тёмно-коричневого до серого.
Листья, замененные филлодиями с четко выраженной одной жилкой, широко серповидной формы, тупые у основания, 6—15 см длиной и 1,8—3,5 см шириной, глянцевитые, зелёные.
Соцветие — удлиненная кисть; цветки желтые.
Цветёт в марте — апреле.

## Значение и применение

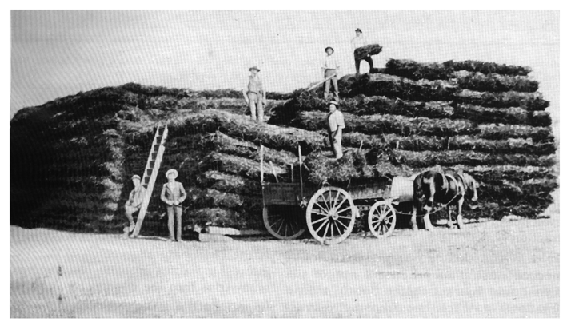
Кора, приготовленная к отправке для извлечения танина.

Акация густоцветковая начала культивироваться в Австралии в середине XIX века, после чего распространилась по всему северному полушарию.
Из коры получают танин, в этом виде находится наибольшее количество дубильных веществ.
Цветки используются в парфюмерной промышленности.
Побеги этого дерева служат кормом для скота.
Акацию часто сажают для предотвращения эрозии почвы.
Раньше австралийские аборигены делали из акации бумеранги.

## Культура и искусство
Акации, в особенности акация густоцветковая, были неофициальной цветочной эмблемой Австралии в течение многих лет, но только 19 августа 1988 года, в день двухсотлетия Австралии, акация густоцветковая была объявлена официальной национальной цветочной эмблемой Австралии. Официальная церемония объявления состоялась 1 сентября 1988 года в Национальном ботаническом саду Австралии, где министр внутренних дел Роберт Рэй (Robert Ray) зачитал официальный указ, а жена премьер-министра Хазел Хоук (Hazel Hawke) посадила куст растения. Через четыре года, в 1992 году, 1 сентября был официально провозглашен Национальным Днем Акации.
19 апреля 1984 года были законодательно закреплены зелёный и золотой как национальные цвета Австралии, причём золотой цвет представлял именно золотую акацию. Цветки акации изображены также на гербе Австралии.

## Таксономия
Вид Акация густоцветковая входит в род Акация (Acacia) трибы Acacieae подсемейства Мимозовые (Mimosoideae) семейства Бобовые (Fabaceae) порядка Бобовоцветные (Fabales).
|  |                                      |  |                                                             |                                                             |                   |  | ещё 3 семейства (согласно Системе APG II) | ещё 3 семейства (согласно Системе APG II)    |                                              |  |  |  | ещё около 80 родов   | ещё около 80 родов        |  |  |
|  |                                      |  |                                                             |                                                             |                   |  | ещё 3 семейства (согласно Системе APG II) | ещё 3 семейства (согласно Системе APG II)    |                                              |  |  |  | ещё около 80 родов   | ещё около 80 родов        |  |  |
|  |                                      |  |                                                             | порядок Бобовоцветные                                       |                   |  |                                           |                                              | подсемейство Мимозовые                       |  |  |  |                      | вид Акация густоцветковая |  |  |
|  |                                      |  |                                                             | порядок Бобовоцветные                                       |                   |  |                                           |                                              | подсемейство Мимозовые                       |  |  |  |                      | вид Акация густоцветковая |  |  |
|  | отдел Цветковые, или Покрытосеменные |  |                                                             |                                                             | семейство Бобовые |  |                                           |                                              | род Акация                                   |  |  |  |                      |                           |  |  |
|  | отдел Цветковые, или Покрытосеменные |  |                                                             |                                                             |                   |  |                                           |                                              |                                              |  |  |  |                      |                           |  |  |
|  |                                      |  | ещё 44 порядка цветковых растений (согласно Системе APG II) | ещё 44 порядка цветковых растений (согласно Системе APG II) |                   |  |                                           | ещё 2 подсемейства (согласно Системе APG II) | ещё 2 подсемейства (согласно Системе APG II) |  |  |  | ещё около 1300 видов |                           |  |  |
|  |                                      |  |                                                             | ещё 44 порядка цветковых растений (согласно Системе APG II) |                   |  |                                           |                                              | ещё 2 подсемейства (согласно Системе APG II) |  |  |  |                      |                           |  |  |